# Killoe
Killoe is een plaats in het Ierse graafschap County Longford.